# 18番街駅 (INDカルバー線)
18番街駅（18ばんがいえき、英語: 18th Avenue）はブルックリン区ボロー・パークとケンジントン境、マクドナルド・アベニューと18番街交差点に位置する、ニューヨーク市地下鉄INDカルバー線の駅である。F系統が終日停車する。

## 歴史
駅は1919年3月16日に開業した。当初列車は9番街駅からキングス・ハイウェイ駅まで走った。建設にあたって330万ドル費やした。
1968年6月から1987年にかけて急行列車が走っていたが、それ以降は急行線は定期列車で使用されていない。
駅は2016年6月7日から2017年5月1日まで南行ホームが、2017年5月22日から2018年7月30日まで北行ホームが改装のため閉鎖されていたが、この期間中は閉鎖されたホーム側を走る列車は急行線に停車し開放されていたホーム側のドアを開けていた。

## 駅構造
| P ホーム階 | 北行緩行線                                 | ← ジャマイカ-179丁目駅行き（ディトマス・アベニュー駅）                       |
| P ホーム階 | 島式ホーム、到着番線に応じた側のドアが開く |                                                                              |
| P ホーム階 | 混雑方向急行線                             | → 定期列車なし （北行：チャーチ・アベニュー駅/南行：キングス・ハイウェイ駅） |
| P ホーム階 | 島式ホーム、到着番線に応じた側のドアが開く |                                                                              |
| P ホーム階 | 南行緩行線                                 | → コニー・アイランド-スティルウェル・アベニュー駅行き（アベニューI駅）→      |
| M          | 改札階                                     | 改札、駅員詰所、メトロカード券売機                                           |
| G          | 地上階                                     | 出入口                                                                       |

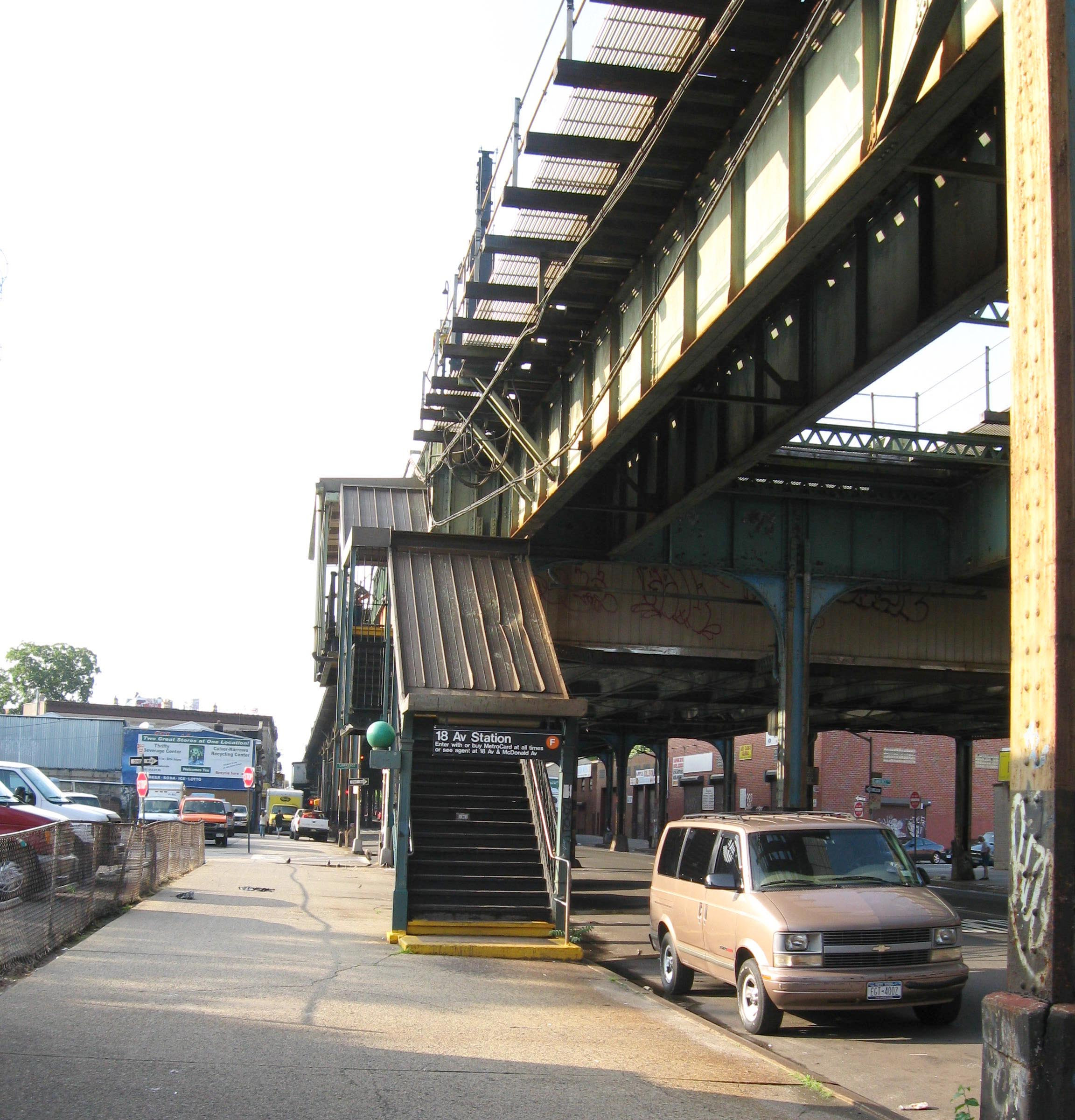
地上階

駅は島式ホーム2面3線の高架駅で、1987年以降中央の急行線は使用されていない。屋根は茶色で支柱は緑色だが、ホーム端にはない。
駅の北に北行緩行線と急行線間に片渡り線が、南行緩行線と急行線の間に両渡り線がある。

### 出口
ホーム下に2か所改札があり、北側の改札は終日開いている有人改札で、地上へは18番街とマクドナルド・アベニューの交差点南西・南東に階段が接続している。また、南側に無人改札があり、パークビル・アベニューとマクドナルド・アベニューの交差点北側に出ることができる。